# Peter Carruthers
Peter W. Carruthers (Boston, Massachusetts, 22 de julho de 1959) é um ex-patinador artístico norte-americano, que competiu em provas de duplas. Ele conquistou uma medalha de prata olímpica em 1984 ao lado de Kitty Carruthers, e uma medalha de bronze em campeonatos mundiais. Kitty Carruthers é irmã de Peter Carruther.

## Principais resultados

### Com Kitty Carruthers
| Resultados                                            | Resultados       | Resultados      | Resultados        | Resultados      | Resultados       | Resultados    | Resultados    | Resultados    | Resultados    | Resultados    | Resultados    | Resultados    | Resultados    | Resultados    |
| Internacional                                         | Internacional    | Internacional   | Internacional     | Internacional   | Internacional    | Internacional | Internacional | Internacional | Internacional | Internacional | Internacional | Internacional | Internacional | Internacional |
| Evento/Temporada                                      | 1979– 1980       | 1980– 1981      | 1981– 1982        | 1982– 1983      | 1983– 1984       |               |               |               |               |               |               |               |               |               |
| ----------------------------------------------------- | ---------------- | --------------- | ----------------- | --------------- | ---------------- | ------------- | ------------- | ------------- | ------------- | ------------- | ------------- | ------------- | ------------- | ------------- |
| Jogos Olímpicos                                       | 5.º              |                 |                   |                 | Medalha de prata |               |               |               |               |               |               |               |               |               |
| Campeonato Mundial                                    | 7.º              | 5.º             | Medalha de bronze | 4.º             |                  |               |               |               |               |               |               |               |               |               |
| Grand Prix International St. Gervais                  | Medalha de ouro  |                 |                   |                 |                  |               |               |               |               |               |               |               |               |               |
| Nebelhorn Trophy                                      | Medalha de ouro  |                 |                   |                 |                  |               |               |               |               |               |               |               |               |               |
| NHK Trophy                                            |                  |                 | Medalha de ouro   |                 |                  |               |               |               |               |               |               |               |               |               |
| Skate America                                         | Medalha de prata |                 | Medalha de prata  |                 | Medalha de ouro  |               |               |               |               |               |               |               |               |               |
| Nacional                                              |                  |                 |                   |                 |                  |               |               |               |               |               |               |               |               |               |
| Campeonato dos Estados Unidos                         | Medalha de prata | Medalha de ouro | Medalha de ouro   | Medalha de ouro | Medalha de ouro  |               |               |               |               |               |               |               |               |               |
|                                                       |                  |                 |                   |                 |                  |               |               |               |               |               |               |               |               |               |
| Legenda: Competição não foi disputada nesta temporada |                  |                 |                   |                 |                  |               |               |               |               |               |               |               |               |               |